# Cobaltnaphthenat
Cobaltnaphthenat ist ein Stoffgemisch von Cobalt(II)-Derivaten der Naphthensäure aus der Gruppe der Carbonsäuresalze.

## Gewinnung und Darstellung
Cobaltnaphthenat kann durch Reaktion von Cobalt(II)-hydroxid oder Cobalt(II)-acetat mit Naphthensäuren gewonnen werden.

## Eigenschaften
Cobaltnaphthenat ist ein dunkelbrauner entzündbarer Feststoff mit benzinartigem Geruch, der praktisch unlöslich in Wasser ist. Die Summenformel wird mit CoC18H12O4 – CoC22H14O4 angegeben. Die Dichte beträgt 0,9 g·cm−3, der Schmelzpunkt liegt bei 140 °C.

## Verwendung
Cobaltnaphthenat wird als Härtungsbeschleuniger in der Ölfarbenindustrie verwendet. Allgemein werden solcherart eingesetzte Metallseifen des Cobalts unter der  Handelsbezeichnung Cobalt-Beschleuniger vertrieben.  Es wird auch in Polyesterharzen, in Lacktrocknern und als Vernetzungskatalysators für ungesättigte Polyesterharze verwendet. Es wird auch bei der Herstellung von Klebstoffen, Lacken und Dichtungsmittel für Textilien eingesetzt. Ferner dient es als Korrosionsschutzmittel, Schmiermittel und Treibstoffadditive und spielt eine wichtige Rolle als Öltrocknungsmittel.